# 边缘自治公司
边缘自治公司（英文：Edge Autonomy）总部位于美国加利福尼亚州圣路易斯-奧比斯波，专注于设计和制造高度专业化的无人驾驶技术系统。公司的产品涵盖战术级无人机系统（UAS）、传感器有效载荷、地面控制站、燃油喷射发动机、弹射器以及固体氧化物燃料电池，均以可靠性和高性能著称。该公司的无人驾驶技术被近60个国家的政府、商业和学术客户使用。
2024年10月10日，因参与对台湾军售，中国宣布制裁3间美国军工企业及10个美国人，边缘自治公司及其前执行长约翰·普维斯（John Purvis）和营运长乔什·布伦加特（Josh Brungardt）也在其列。其他两家被制裁的公司是亨廷頓·英格爾斯工業公司和斯凱迪欧公司。

## 历史
2022年2月22日，无人驾驶和自主技术的领导者UAV Factory宣布与小型无人机系统制造商Jennings Aeronautics（“JAI”）合并后，更名为Edge Autonomy。

## 产品

### PENGUIN C MK2
这是一款高性能、长续航的远程无人驾驶飞机系统，专为复杂和高要求的任务而设计。这款坚固耐用的无人机具有卓越的续航能力，最长可达25小时（根据有效载荷而定），视距操作范围达180公里。作为一款多功能无人驾驶平台，它能够灵活适应多种任务需求，提供可靠的解决方案。

### Penguin C VTOL
这是一款可在任何地点快速起降的无人机，即使在恶劣或复杂环境中也能高效部署。无论是火力控制、搜索救援，还是基础设施评估，该型号都是满足多任务需求的灵活可靠平台。

### VXE30 STALKER
这是一款便携式、安静的小型无人驾驶飞机系统 (SUAS)，支持长航时和长距离任务，适应各种环境。基于网络的航空电子设备可快速集成并灵活配置多个有效载荷。飞行器具备完全自主的垂直起降 (VTOL) 能力，无需操作员干预。VXE30 Stalker配备固体氧化物燃料电池 (SOFC) 或可充电电池，为复杂空中任务提供可靠续航支持。